# Lista de deputados estaduais da Paraíba da 4.ª legislatura
Essa é uma lista de deputados estaduais da Paraíba eleitos para o período 1959-1963.

## Composição das bancadas
| Partido | Líder                    | Bancada | Posição      |
| ------- | ------------------------ | ------- | ------------ |
| PSD     | Mário Silveira           | 18 / 40 | Oposição     |
| UDN     | José Cavalcanti da Silva | 10 / 40 | Governo      |
| PSP     | Petrônio Figueiredo      | 7 / 40  | Independente |
| PSB     | José Teotônio da Silva   | 3 / 40  | Governo      |
| PR      | Antônio D'Ávila Lins     | 1 / 40  | Independente |
| PL      | João Batista Brandão     | 1 / 40  | Governo      |

## Deputados estaduais
| Número | Deputados estaduais eleitos         | Partido | Votação | Percentual | Cidade onde nasceu     | Unidade federativa  |
| 41904  | José Perez de Sá                    | PSD     | 4.900   |            | Livramento             | Paraíba             |
| 41875  | Severino Bezerra Cabral             | PSD     | 4.050   |            | Umbuzeiro              | Paraíba             |
| 22728  | Antônio de Paiva Gadelha            | UDN     | 3.855   |            | Sousa                  | Paraíba             |
| 41758  | Francisco Souto Neto                | PSD     | 3.568   |            | João Pessoa            | Paraíba             |
| 22141  | Francisco Pereira                   | UDN     | 3.488   |            | Solânea                | Paraíba             |
| 41981  | Aloysio Pereira Lima                | PSD     | 3.462   |            | João Pessoa            | Paraíba             |
| 22784  | José Cavalcanti da Silva            | UDN     | 3.442   |            | São José de Piranhas   | Paraíba             |
| 42752  | João Batista de Lima Brandão        | PL      | 3.353   |            | Nazarezinho            | Paraíba             |
| 22412  | Américo Maia de Vasconcelos         | UDN     | 3.327   |            | Catolé do Rocha        | Paraíba             |
| 22344  | Joacil de Brito Pereira             | UDN     | 3.211   |            | Caicó                  | Rio Grande do Norte |
| 41460  | Balduíno Minervino de Carvalho      | PSD     | 3.177   |            | Itaporanga             | Paraíba             |
| 46918  | Eduardo de Alencar Ferreira         | PSP     | 3.144   |            | Alagoa Grande          | Paraíba             |
| 22780  | Álvaro Gaudêncio de Queiroz         | UDN     | 3.142   |            | São João do Cariri     | Paraíba             |
| 46647  | José Braz do Rêgo                   | PSP     | 3.132   |            | Limoeiro               | Ceará               |
| 41757  | Acácio Braga Rolim                  | PSD     | 3.125   |            | Casserengue            | Paraíba             |
| 22656  | Luiz Inácio Ribeiro Coutinho        | UDN     | 3.125   |            | Sapé                   | Paraíba             |
| 22965  | Clóvis Bezerra Cavalcanti           | UDN     | 3.124   |            | Bananeiras             | Paraíba             |
| 41588  | Dirceu Arnaud Diniz                 | PSD     | 3.111   |            | São Miguel de Taipu    | Paraíba             |
| 22939  | Francisco Seráfico da Nóbrega Filho | UDN     | 3.082   |            | Santa Luzia            | Paraíba             |
| 41556  | Zé Gayoso                           | PSD     | 3.003   |            | Patos                  | Paraíba             |
| 41200  | Francisco de Paula Barreto Sobrinho | PSD     | 2.995   |            | Piancó                 | Paraíba             |
| 41709  | Gerôncio Estanislau da Nóbrega      | PSD     | 2.970   |            | Belém do Brejo do Cruz | Paraíba             |
| 22419  | João Feitosa Ventura                | UDN     | 2.955   |            | Queimadas              | Paraíba             |
| 46530  | José Maranhão                       | PSP     | 2.947   |            | Araruna                | Paraíba             |
| 46267  | Antônio Leite Montenegro            | PSP     | 2.876   |            | Rio Tinto              | Paraíba             |
| 41844  | José Ribeiro de Farias              | PSD     | 2.844   |            | Taperoá                | Paraíba             |
| 40313  | Inácio José Feitosa                 | PSD     | 2.709   |            | Monteiro               | Paraíba             |
| 41163  | José Fernandes de Lima              | PSD     | 2.695   |            | Mamanguape             | Paraíba             |
| 41465  | Vital do Rêgo                       | PSD     | 2.691   |            | Campina Grande         | Paraíba             |
| 41177  | José Pereira da Costa               | PSD     | 3.519   |            | Araruna                | Paraíba             |
| 41659  | Vivaldo de Farias Brito             | PSD     | 3.329   |            | Serra Redonda          | Paraíba             |
| 41896  | Manoel Arruda de Assis              | PSD     | 3.265   |            | Itaporanga             | Paraíba             |
| 46961  | Petrônio Figueiredo                 | PSP     | 2.943   |            | Campina Grande         | Paraíba             |
| 46117  | Manoel Figueiredo                   | PSP     | 2.939   |            | Junco do Seridó        | Paraíba             |
| 41935  | Mário Silveira                      | PSD     | 2.835   |            | Boa Vista              | Paraíba             |
| 40714  | Heraldo da Costa Gadelha            | PSB     | 2.477   |            | Santa Rita             | Paraíba             |
| 20625  | Antônio D'Ávila Lins                | PR      | 2.428   |            | Areia                  | Paraíba             |
| 46683  | Severino Ismael de Oliveira         | PSP     | 2.332   |            | Caiçara                | Paraíba             |
| 40572  | José Teotônio da Silva              | PSB     | 2.042   |            | Cacimbas               | Paraíba             |
| 40900  | Raimundo Asfora                     | PSB     | 1.972   |            | Fortaleza              | Ceará               |